# Circuito Brasileiro de Voleibol de Praia
Campeonato Brasileiro de Voleibol de Praia é uma das principais competições de Vôlei de praia nacional, também denominado como Circuito Brasileiro Banco do Brasil ou Circuito Nacional Banco do Brasil de Vôlei de Praia (CBBVP Nacional), disputada anualmente e organizada pela Confederação Brasileira de Voleibol (CBV) e supervisionada pela Unidade de Competições Praia (UCP), ambas nomenclaturas utilizam (nome de fantasia) a referencia ao patrocinador oficial do voleibol brasileiro e antes de cada torneio principal ocorre o Torneio Qualifying.
A cada etapa do Circuito Brasileiro Banco do Brasil de Vôlei de Praia Open (CBBVP Open) corresponderá a uma etapa do CBBVP Nacional, teve edições com nove etapas, mas na última edição foram realizadas apenas oito etapas, tanto para o Open quanto para o Nacional. Outra competição do referido campeonato brasileiro é o Circuito Brasileiro Banco do Brasil de Vôlei de Praia Challenger, composto por quatro etapas na última edição. e o Circuito Brasileiro Banco do Brasil de Vôlei de Praia Superpraia (CBBVP Superpraia).
Também foi lançado a realização nas categorias Sub-17 e Sub-19 da competiçãoː Campeonato Brasileiro Interclubes de Voleibol de Praia, cuja primeira edição está prevista para 2018, onde competirão duplas e quartetos em ambos os naipes.

## História
A primeira edição ocorreu em 1991 apenas na variante masculina e com cinco etapas apenas: Fortaleza, Natal, João Pessoa, Recife e Salvador, edição vencida pela dupla baiana Paulão Moreira e Paulo Emílio Silva; já no circuito de 1992 ocorreu a competição feminina e a primeira dupla nesta variante a conquistar o título geral foi: Jaqueline Silva e Isabel Salgado.
Em 2022, um novo formato de disputa do Circuito Brasileiro de Vôlei de Praia  que através da Confederação Brasileira de Voleibol implementou mudanças na competição, objetivando renovação, emoção, performance e sustentabilidade; sendo subdividido em duas competições por etapa: Aberto e Top 8. O Top 8 será disputado pelas sete duplas mais bem ranqueadas, além de um convidado especial: o campeão do Aberto anterior, que ganha o wild card como bônus pela performance. O Aberto terá as duplas ranqueadas do 8º ao 13º lugar entre os inscritos, além de dois convidados e até oito parcerias classificadas pelo qualifying, proporcionando um nivelamento entre duplas com proximidade no ranqueamento.
Outra novidade refere-se a premiação total que supera os 6 milhões de reais, um aumento de 25%  ao que foi praticado na temporada 2020-21, e a dupla vencedora de cada etapa Top 8 e seu técnico  além do montante citado, adquirem o benefício por parte da CBV do custeio de passagem, hospedagem, transporte e alimentação para disputar uma etapa do Circuito Mundial.Durante a temporada 2022, foram realizadas 10 etapas do Top 8 e 15 etapas do Aberto, cujas etapas adicionais do Aberto  serviram para o desenvolvimento e experiência, em substituição das etapas do Circuito Challenger.
Para efeito de formação de ranking de entrada, foram levados em consideração os três melhores resultados das quatro últimas etapas (Top 8 ou Aberto), valorizando a performance recente dos atletas. Todas as etapas somam pontos para o mesmo ranking, e o campeão da temporada 2022 foi definido pela soma dos nove melhores resultados dos participantes. Integrando todas as competições do Circuito, os pontos obtidos pelas duplas nos torneios de base também puderam ser usados para o ranking do Top 8 e do Aberto.
Em 2023, permaneceu a nomenclatura Aberto (espécie de segunda divisão) e agora o Top-12 (com as melhores duplas do país) e a partir de 2024, ratificou a categoria Aberto e mudou para Top-16

## Edições

### Masculino
Feminino